# Tinamú gorjablanc
El tinamú gorjablanc (Tinamus guttatus) és una espècie d'ocell de la família dels tinàmids (Tinamidae) que viu a la selva humida, del sud-oest de Veneçuela, est de Colòmbia, de l'Equador i del Perú, nord de Bolívia i Brasil amazònic.